# ルヴァンスレーヴ
ルヴァンスレーヴ（欧字名:Le Vent Se Leve、2015年1月26日 - ）は、日本の競走馬、種牡馬。主な勝ち鞍は2017年の全日本2歳優駿、2018年のジャパンダートダービー、マイルチャンピオンシップ南部杯、チャンピオンズカップ。
馬名の意味はフランス語で「風立ちぬ」。2018年のJRA賞最優秀ダートホースで、同年のNARグランプリダートグレード競走特別賞を受賞した。

## 戦績

### 2歳（2017年)
2017年8月13日新潟ダート1800mの新馬戦で1番人気で出走。スタートで出遅れたものの向正面で押し上げ、3コーナーで一気に先頭に立つと後続を引き離しビッグスモーキーに7馬身をつけて圧勝、デビュー戦を飾る。10月14日東京のプラタナス賞は中団待機から直線で楽に先頭に立つとソリストサンダーに2馬身半差をつけてデビュー2連勝となる。そして12月13日川崎の全日本2歳優駿は最後方追走から3コーナー付近でスパートし、直線半ばで先頭に立つと外から追い上げたドンフォルティスの追撃を振り切り、無敗でJpnI初制覇をあげた。

### 3歳（2018年）
4月1日中山の伏竜ステークスから始動。ミルコ・デムーロが同日の阪神で騎乗するため内田博幸に乗り替わってのレースとなったが、粘るドンフォルティスを差し切れず2着となった。続く6月17日東京のユニコーンステークスにはドンフォルティスが出走しないこともあって前走に引き続き1番人気に推され、直線で先頭に抜け出すと後続に0.6秒差をつける圧勝を飾った。その後7月11日大井のジャパンダートダービーに出走し、最後の直線で大外から先行集団を差し切って優勝。史上初めて全日本2歳優駿・ユニコーンS・ジャパンDダービーの3競走を制覇した。
次走は10月8日盛岡のマイルチャンピオンシップ南部杯に参戦。初の古馬との対戦となったが、前走で2着に破ったオメガパフュームがシリウスステークスに勝利、ユニコーンステークスで本馬に次ぐ2番人気だったグリムが白山大賞典を圧勝するなど、既に同世代の馬たちが古馬相手に重賞を勝利していることもあり、GI/JpnI4勝馬ゴールドドリームから僅差の2番人気に推された。レースではゴールドドリームと並ぶような形で中団から競馬を進め、直線で先頭に立つと後続の追走を振り切り、3歳馬として史上初めて同競走を制覇した。

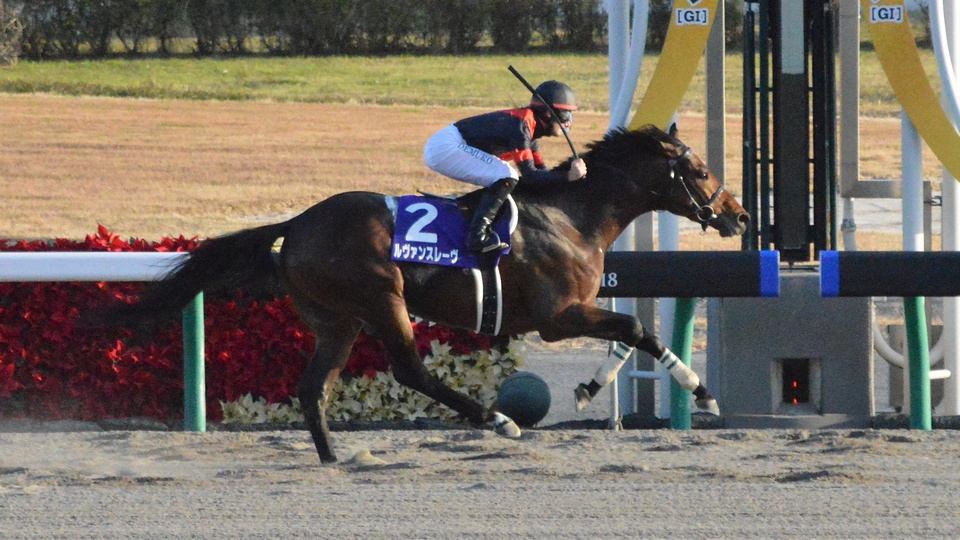
チャンピオンズカップゴール前

12月2日中京のチャンピオンズカップでは、出走を予定していたゴールドドリームが直前で筋肉痛により回避したため、単勝オッズ1.9倍の圧倒的支持を受けた。これまでの中団待機策から一転して先行し、逃げたアンジュデジールを2番手から追走。直線半ばで先頭に並びかけるとそのまま後続を突き放し、クロフネ、カネヒキリ、アロンダイトに次ぐ史上4頭目の3歳馬による同競走制覇を達成した。また、3歳での古馬混合GI/JpnI2勝はタイキシャトルとシンボリクリスエスに並ぶ快挙となった。
この年はGI/JpnI3勝の成績を収め、2018年度JRA賞では276票中274票でJRA賞最優秀ダートホースに選出された。また、JRA賞最優秀3歳牡馬の投票においても、有馬記念を勝ったブラストワンピース、ダービー馬ワグネリアンに次ぐ69票の支持を集めた。

### 4歳（2019年）
2月17日東京のフェブラリーステークスからの始動を予定していたが、左前脚に軽度の不安を発症したため回避、あわせてドバイワールドカップへの登録も見送った。その後は6月26日大井の帝王賞での復帰が発表されていたが、再び左前脚に不安を発症したため回避。上半期は全休となった。
その後も休養は長引き、2019年を出走なしで終える。

### 5歳（2020年）
5月5日船橋のかしわ記念で1年5ヵ月ぶりに復帰し、当年度のフェブラリーステークス優勝馬モズアスコットと人気を分け合う2番人気に推された。7頭立てとなったレースではスタートで出遅れたものの2番手まで位置を押し上げ、逃げるワイドファラオを追走したが、最後の直線で後退し5着に敗退。鞍上のデムーロは「1年5カ月ぶりということで、4角ではバテていました。ただ、馬の状態、走りは良かったので次は楽しみ」とコメントした。
次走は6月24日大井の帝王賞に出走。デムーロがオメガパフュームに騎乗するため、ダミアン・レーンを鞍上に迎えての出走となった。4番人気に推されたレースではクリソベリルの後ろに位置を取ったが、直線で失速し10着に敗れた。
帝王賞後は追分ファームリリーバレーで秋へ向けた調整がなされていたが、8月17日に「本来のパフォーマンスを取り戻すのは難しい」として、現役引退が発表された。引退後は社台スタリオンステーションで種牡馬入りする。

## 競走成績
以下の内容は、netkeiba.comの情報に基づく。
| 競走日     | 競馬場 | 競走名            | 格      | 距離（馬場）  | 頭 数 | 枠 番 | 馬 番 | オッズ （人気） | 着順 | タイム （上がり3F） | 着差 | 騎手       | 斤量 [kg] | 1着馬（2着馬）       | 馬体重 [kg] |
| ---------- | ------ | ----------------- | ------- | ------------- | ----- | ----- | ----- | --------------- | ---- | ------------------- | ---- | ---------- | --------- | -------------------- | ----------- |
| 2017.08.13 | 新潟   | 2歳新馬           |         | ダ1800m（稍） | 15    | 5     | 9     | 003.40（1人）   | 01着 | R1:54.8（38.5）     | -1.1 | M.デムーロ | 54        | （ビッグスモーキー） | 486         |
| 0000.10.14 | 東京   | プラタナス賞      | 500万下 | ダ1600m（不） | 11    | 6     | 6     | 001.40（1人）   | 01着 | R1:36.2（35.4）     | -0.4 | M.デムーロ | 55        | （ソリストサンダー） | 486         |
| 0000.12.13 | 川崎   | 全日本2歳優駿     | JpnI    | ダ1600m（良） | 13    | 6     | 9     | 001.80（1人）   | 01着 | R1:41.6（38.2）     | -0.2 | M.デムーロ | 55        | （ドンフォルティス） | 486         |
| 2018.04.01 | 中山   | 伏竜S             | OP      | ダ1800m（良） | 9     | 7     | 7     | 001.60（1人）   | 02着 | R1:54.9（36.6）     | -0.2 | 内田博幸   | 57        | ドンフォルティス     | 496         |
| 0000.06.17 | 東京   | ユニコーンS       | GIII    | ダ1600m（重） | 16    | 7     | 14    | 002.30（1人）   | 01着 | R1:35.0（35.2）     | -0.6 | M.デムーロ | 56        | （グレートタイム）   | 488         |
| 0000.07.11 | 大井   | ジャパンDダービー | JpnI    | ダ2000m（良） | 14    | 1     | 1     | 002.20（1人）   | 01着 | R2:05.8（36.5）     | -0.3 | M.デムーロ | 56        | （オメガパフューム） | 490         |
| 0000.10.08 | 盛岡   | マイルCS南部杯    | JpnI    | ダ1600m（良） | 14    | 7     | 12    | 002.10（2人）   | 01着 | R1:35.3（35.3）     | -0.2 | M.デムーロ | 55        | （ゴールドドリーム） | 488         |
| 0000.12.02 | 中京   | チャンピオンズC   | GI      | ダ1800m（良） | 15    | 2     | 2     | 001.90（1人）   | 01着 | R1:50.1（35.6）     | -0.4 | M.デムーロ | 56        | （ウェスタールンド） | 490         |
| 2020.05.05 | 船橋   | かしわ記念        | JpnI    | ダ1600m（良） | 7     | 7     | 7     | 002.50（2人）   | 05着 | R1:40.2（37.7）     | -1.6 | M.デムーロ | 57        | ワイドファラオ       | 499         |
| 0000.06.24 | 大井   | 帝王賞            | JpnI    | ダ2000m（重） | 14    | 2     | 2     | 008.60（4人）   | 10着 | R2:07.5（38.1）     | -2.2 | D.レーン   | 57        | クリソベリル         | 485         |

- タイム欄のRはコースレコード勝ち（プラタナス賞は2歳コースレコード）を示す。

## 種牡馬時代
2021年に種牡馬入りした。初年度の種付け料は150万円で223頭に種付けを行い、国内の最多種付頭数となった。
2024年より初年度産駒がデビュー。5月20日の名古屋競馬2歳新馬戦でエレインアスティが産駒初勝利した。

### 主な産駒
- 2022年産
  - ソルジャーフィルド（2024年JBC2歳優駿、2025年北斗盃、北海優駿、王冠賞）
  - エレインアスティ（2024年ネクストスター名古屋）
  - キミノハート（2025年西日本クラシック）
  - サンヨウテイオウ（2025年東海優駿）

## 血統表
| ルヴァンスレーヴの血統             | ルヴァンスレーヴの血統                       | ルヴァンスレーヴの血統                       | （血統表の出典）                             | （血統表の出典） |
| 父系                               | ロベルト系                                   | ロベルト系                                   | ロベルト系                                   | [ § 2 ]          |
| 父 *シンボリクリスエス 1999 黒鹿毛 | 父の父Kris S. 1977 黒鹿毛                    | Roberto                                      | Hail to Reason                               | Hail to Reason   |
| 父 *シンボリクリスエス 1999 黒鹿毛 | 父の父Kris S. 1977 黒鹿毛                    | Roberto                                      | Bramalea                                     |                  |
| 父 *シンボリクリスエス 1999 黒鹿毛 | 父の父Kris S. 1977 黒鹿毛                    | Sharp Queen                                  | Princequillo                                 | Princequillo     |
| 父 *シンボリクリスエス 1999 黒鹿毛 | 父の父Kris S. 1977 黒鹿毛                    | Sharp Queen                                  | Bridgework                                   |                  |
| 父 *シンボリクリスエス 1999 黒鹿毛 | 父の母Tee Kay 1991 黒鹿毛                    | Gold Meridian                                | Seattle Slew                                 | Seattle Slew     |
| 父 *シンボリクリスエス 1999 黒鹿毛 | 父の母Tee Kay 1991 黒鹿毛                    | Gold Meridian                                | Queen Louie                                  |                  |
| 父 *シンボリクリスエス 1999 黒鹿毛 | 父の母Tee Kay 1991 黒鹿毛                    | Tri Argo                                     | Tri Jet                                      | Tri Jet          |
| 父 *シンボリクリスエス 1999 黒鹿毛 | 父の母Tee Kay 1991 黒鹿毛                    | Tri Argo                                     | Hail Proudly                                 |                  |
| 母 マエストラーレ 2006 鹿毛        | 母の父ネオユニヴァース 2000 鹿毛             | *サンデーサイレンス                          | Halo                                         | Halo             |
| 母 マエストラーレ 2006 鹿毛        | 母の父ネオユニヴァース 2000 鹿毛             | *サンデーサイレンス                          | Wishing Well                                 |                  |
| 母 マエストラーレ 2006 鹿毛        | 母の父ネオユニヴァース 2000 鹿毛             | *ポインテッドパス                            | Kris                                         | Kris             |
| 母 マエストラーレ 2006 鹿毛        | 母の父ネオユニヴァース 2000 鹿毛             | *ポインテッドパス                            | Silken Way                                   |                  |
| 母 マエストラーレ 2006 鹿毛        | 母の母オータムブリーズ 1998 鹿毛             | *ティンバーカントリー                        | Woodman                                      | Woodman          |
| 母 マエストラーレ 2006 鹿毛        | 母の母オータムブリーズ 1998 鹿毛             | *ティンバーカントリー                        | Fall Aspen                                   |                  |
| 母 マエストラーレ 2006 鹿毛        | 母の母オータムブリーズ 1998 鹿毛             | セプテンバーソング                           | *リアルシャダイ                              | *リアルシャダイ  |
| 母 マエストラーレ 2006 鹿毛        | 母の母オータムブリーズ 1998 鹿毛             | セプテンバーソング                           | ダイナフェアリー                             |                  |
| 母系(F-No.)                        | ファンシミン系(FN:9-f)                       | ファンシミン系(FN:9-f)                       | ファンシミン系(FN:9-f)                       | [ § 3 ]          |
| 5代内の近親交配                    | Roberto 3×5=15.63%、Hail to Reason 4×5=9.38% | Roberto 3×5=15.63%、Hail to Reason 4×5=9.38% | Roberto 3×5=15.63%、Hail to Reason 4×5=9.38% | [ § 4 ]          |
| 出典                               | 1. 2. 3. 4.                                  | 1. 2. 3. 4.                                  | 1. 2. 3. 4.                                  | 1. 2. 3. 4.      |

叔母（母の半妹）にクイーン賞勝ち馬アイアンテーラー、いとこ（母の半妹の仔）にJBCクラシック・川崎記念・チャンピオンズカップ優勝馬チュウワウィザード、3代母の半弟に重賞4勝馬ローゼンカバリー。
社台グループの名牝系であるファンシミン系に属し、同じ牝系からはアドマイヤマックスやラインクラフト、ソングオブウインドなど活躍馬が多数輩出されている。また、いとこにはニコニコ動画の企画「リアルダービースタリオン」にて繁殖牝馬として供用されているシュシュブリーズがいる。